# Hounds of Love
Pour un article plus général, voir Discographie et vidéographie de Kate Bush.
Albums de Kate Bush
The Dreaming
(1982) The Whole Story
(1986)
Singles
1. Running up That Hill (A Deal With God)
Sortie : 5 août 1985
2. Cloudbusting
Sortie : 14 octobre 1985
3. Hounds of Love
Sortie : 24 février 1986
4. The Big Sky
Sortie : 28 avril 1986

Hounds of Love est le cinquième album studio de Kate Bush, sorti en 1985 sur le label EMI Records.
C'est un album concept qui se présente en deux parties. La face 1 s'intitule Hounds of Love (Les Chiens de l'Amour) et est composée des titres les plus connus, cinq chansons dont quatre sorties en single (Running up That Hill (A Deal With God), Cloudbusting, Hounds of Love et The Big Sky). La seconde face, plus éclectique, forme une suite conceptuelle appelée The Ninth Wave (La Neuvième Vague), et évoque une personne qui dérive seule dans la mer en pleine nuit. Elle renvoie à un poème d'Alfred Tennyson, The Coming of Arthur, et non à The Holy Grail tel qu'erronément indiqué sur la pochette du disque.
Hounds of Love a été salué par la critique à la fois lors de sa sortie et dans des critiques rétrospectives. Il est considéré par de nombreux admirateurs et critiques de musique comme le meilleur album de Kate Bush, et a régulièrement été élu l'un des plus grands albums de tous les temps. Ce fut le deuxième album de Kate Bush à atteindre le sommet du UK Albums Chart, et reste son album studio le plus vendu, certifié double disque de platine au Royaume-Uni. En 1998, il s’était vendu à 1,1 million d’exemplaires dans le monde entier. Aux États-Unis, l'album a atteint le Top 40 au Billboard 200. L'album a été nommé aux Brit Awards de 1986 dans la catégorie « Meilleur album britannique » ; la chanteuse avait également été nommée dans les catégories « Meilleure artiste solo féminine britannique » et « Meilleur single britannique » (pour Running up That Hill).
Ce succès commercial signa le retour de Kate Bush aux yeux du public après les ventes relativement faibles de son précédent album, The Dreaming (1982).
Il fait partie des 1001 albums qu'il faut avoir écoutés dans sa vie.

## Production
Le quatrième album de Kate Bush, The Dreaming, apporta ses premières explorations de rock progressif solo, principalement parce qu’elle pouvait imiter n’importe quel instrument avec le Fairlight CMI, sans avoir besoin d'un groupe. The Dreaming a rencontré moins de succès sur le plan commercial que le précédent album Never for Ever (1980), restant deux fois moins longtemps que ce dernier sur les charts britanniques. Au cours de l’été 1983, la chanteuse a construit son propre studio de 24 pistes dans sa grange derrière la maison familiale, qu’elle pouvait utiliser à sa guise.
Kate Bush a commencé à enregistrer des démos pour Hounds of Love en janvier 1984. Au lieu de réenregistrer la musique, elle a récupéré ces démos et les a améliorées pendant les sessions d’enregistrement. Au bout de cinq mois, elle a commencé le doublage et le mixage de l’album, un processus qui a pris un an. Les sessions d’enregistrement comprenaient l’utilisation du synthétiseur Fairlight CMI, du piano, d'instruments traditionnels irlandais et de couches de voix superposées. Par exemple, le choral dans Hello Earth est un extrait de la chanson traditionnelle géorgienne Tsintskaro, interprétée par les Richard Hickox Singers. Les phrases « It's in the trees! It's coming! » entendues au début de la chanson-titre sont extraites d’une scène du film d’horreur britannique de 1957, Night of the Demon (Rendez-vous avec la peur), prononcées par l’acteur Maurice Denham (dans le clip de la chanson, par l'acteur Reginald Beckwith).
L’album Hounds of Love a été décrit comme post-progressif, car Kate Bush développe ici des thèmes d’amour et de passion féminine (hétérosexuelle) au lieu des points de vue masculins habituels associés au rock progressif.

## Vue d'ensemble

### Hounds of Love
La première face du disque comporte cinq chansons ayant pour thème général commun l'Amour, qu'il s'agisse de la peur inspirée par ce sentiment (imagée par le personnage de la chanson-titre, chassée par les « Chiens de l'Amour »), ou encore des ressentis, des points de vue des personnages des différentes chansons, y compris Kate Bush elle-même, par rapport à ce sentiment qu'ils éprouvent pour d'autres (Cloudbusting, Mother Stands For Comfort), qu'ils cherchent à comprendre et à faire comprendre quoi qu'il en coûte (Running up That Hill), en fonction de leur propre perspective (The Big Sky).

### The Ninth Wave
La seconde face du disque, The Ninth Wave, raconte quant à elle une seule longue histoire, et utilise un grand nombre de textures musicales pour l'exprimer : à la manière des poèmes arthuriens d’Alfred Tennyson, la chanteuse poursuit une quête de vision, emportant son auditeur à travers une mort et une renaissance. Selon les propres mots de Kate Bush, elle a pour concept « cette personne se trouvant dans l’eau, comment elle est arrivée là, on ne le sait pas. Mais l'idée, c'est qu' […] elle est seule, dans cette eau […]. Et elle est absolument terrifiée, et elle est complètement seule à la merci de son imagination, chose que je trouve personnellement terrifiante, la puissance de sa propre imagination qui se libère dans une telle situation. » Cette personne perdue en mer tente de résister à la tentation de lâcher prise et de s'endormir (And Dream of Sheep). Dans son sommeil, elle est hantée par des visions d'elle-même qui tentent de la réveiller pour qu'elle ne se noie pas (Under Ice) ; s'ensuivent un procès de chasse aux sorcières (Waking The Witch), une expérience extra-corporelle où elle tente d'entrer en communication avec ses proches qui ne la voient pas (Watching You Without Me), une visite de la part de son futur soi pour lui montrer qu'elle peut encore s'en tirer, vivre, avoir des enfants (Jig Of Life). L'album s'achève sur une berceuse, un regard sur la Terre depuis là-haut (Hello Earth) en opposition avec la perspective des précédentes chansons ; enfin, survient le dénouement de l'histoire, la lumière qui remplace l'obscurité (The Morning Fog).
Les éléments musicaux disparates de The Ninth Wave ont été décrits par Ron Moy comme « classiquement progressifs » en raison de leur expérimentation évidente, et parce que Kate Bush embrasse entièrement les traditions musicales européennes sans une trace d’influence américaine.

## Sortie et promotion
Le single Running up That Hill (A Deal With God) est entré dans le classement des singles au Royaume-Uni au numéro 9 et a finalement culminé au numéro 3, devenant le deuxième meilleur single de la chanteuse après Wuthering Heights en 1978.
Hounds of Love, publié par EMI Records, est sorti le 16 septembre 1985 sur vinyle, cassette et CD. Il est entré dans le classement des albums britanniques en première position, détrônant Like a Virgin de Madonna alors à la première place. L’album marque la percée de Kate Bush dans les charts américains avec le succès au Top 40 de Running up That Hill (A Deal With God). Avec l'album ont également été tournées une série de vidéos.
Le 16 juin 1997, une version remastérisée de l’album a été publiée sur CD dans le cadre de la série de réédition "First Centenary" d’EMI. L’édition "EMI First Centenary" comprenait six titres bonus : des versions 12" de The Big Sky et Running up That Hill (A Deal With God), et les faces B Under the Ivy, Burning Bridge, My Lagan Love et Be Kind to My Mistakes, cette dernière ayant été écrite pour le film Castaway de Nicolas Roeg en 1986 et jouée lors de la séquence d’ouverture.
Dans sa série de concerts Before the Dawn en 2014, Kate Bush a joué presque tous les titres de l’album en live pour la première fois, à l’exception de The Big Sky et Mother Stands for Comfort. Running up That Hill l'avait déjà été en 1987 avec David Gilmour, du groupe britannique Pink Floyd, au Secret Policeman's Third Ball.

## Réception critique
Au Royaume-Uni, la plupart des critiques de l’album au moment de sa sortie furent extrêmement positives. Dans sa critique, lui accordant 5 étoiles, Sounds qualifia Hounds of Love de « dramatique, émouvant, et follement, magnifiquement romantique, sans honte […]. » NME dit que « Hounds of Love est certainement bizarre. Ce n’est pas un album pour les suicidaires ou pour les mères et les pères. La violence de The Dreaming s’est transformée en désespoir, confusion et peur – principalement de l’amour, un sujet qui demeure au cœur de l’écriture de Bush. » La revue a ensuite réfuté l’idée selon laquelle en signant chez EMI Records à l’adolescence, la chanteuse se serait laissée modeler par leur image de marque, suggérant au contraire que cela lui avait permis de tirer profit du système : « Notre Kate est un génie, l’artiste solo le plus rare que ce pays ait jamais produit. Elle fait danser les sceptiques à sa guise. Elle a vraiment bousillé le système et a par la même occasion produit le meilleur album de l’année. » Melody Maker fut plus réservé, disant : « Elle a appris qu'elle peut garder le contrôle sans sacrifier sa passion, et ce sont les rythmiques lourdes, aidées par quelques arrangements trop pointilleux, qui obtiennent le meilleur d’elle. » Le critique a été particulièrement déçu par la suite The Ninth Wave sur la deuxième face du disque, ayant le sentiment qu'« elle fait d’énormes demandes à son auditeur, et le thème est trop confus et l’exécution trop laborieuse et étouffée pour vraiment s'imposer comme une entité complète […]. »
Aux États-Unis, les réactions face au disque sont certes mitigées, mais globalement élogieuses. En lui attribuant le titre d'album du siècle, Spin observe qu'« avec des traces de styles pop classiques, lyriques, tribaux et tordus, Kate crée une musique qui n’a aucune limite de structure musicale ou d’expression intérieure […]. » La revue a noté que « tandis que son éclectisme est accueilli et récompensé dans son pays natal, son génie est encore ignoré ici – une situation qui est vraiment une honte pour une artiste si aventureuse et naturellement théâtrale », et espère que « cet album pourra lui faire gagner une reconnaissance bien méritée auprès du grand public américain […]. » Cependant, Rolling Stone, pour sa toute première critique d’un disque de Kate Bush, n'est pas impressionné : « La Maîtresse du Mysticisme a tissé un autre album qui à la fois éblouit et ennuie. Comme les Beatles sur leurs derniers albums, Bush ne se soucie pas d’avoir à jouer la musique en concert, et ses orchestrations sont à la pointe de la technologie. Mais contrairement aux Beatles, Bush surdécore souvent ses chansons avec exotisme… On ne peut pas dire que Bush soit extraordinairement talentueuse, mais comme avec Jonathan Richman, l’autre enfant éternel du rock, sa vision des choses paraîtra stupide à ceux qui croient que les enfants doivent être vus et non entendus. » Le New York Times a qualifié la musique de l’album d'« art-rock féminin légèrement précieux et calculé » et Kate Bush de « véritable maîtresse des textures instrumentales. » Pitchfork a accordé à l’album sa note maximale, notant que l’album puise dans la synth-pop et le rock progressif tout en restant complètement distinct de chacun de ces styles. Pour le magazine Spin, c'est un « classique de l'art pop. »
En France, le journaliste Francis Dordor écrit dans sa chronique parue dans le magazine Best en novembre 1985 : « Ce disque, avec sa bizarrerie que l'on pressent factice et qui au contraire est inventive, jouissive, pèse le poids des gros diamants qui découpent le verre securit autour de tous les cœurs. Un disque intelligent, qui sait répondre à l'étroite disponibilité des esprits chez l'auditeur piéton, et ce en dépit d'une seconde face-concept où prend place une allégorie ténébreuse des cruels impossibles de l'amour, en offrant un assortiment de couleurs, d'effluves, de fougues et de désespoirs. » 

### Distinctions
En 2020, le magazine Rolling Stone a classé Hounds of Love comme le 68e plus grand album de tous les temps.
Pitchfork a classé l’album numéro 4 sur sa liste des 200 meilleurs albums des années 1980.
Dans un sondage mené par la NPR, Hounds of Love a été élu 4e sur sa liste des 150 plus grands albums jamais réalisés par des artistes féminines.
L’album a été classé numéro 10 de la liste des meilleurs albums de 1985 des critiques de NME.
En 1998, les lecteurs du magazine Q ont élu Hounds of Love 48e meilleur album de tous les temps, tandis que deux ans plus tard, le même magazine l’a classé au 20e rang de sa liste des « 100 plus grands albums britanniques de tous les temps », et comme étant le 3e « plus grand album de tous les temps par une artiste féminine » en 2002. En 2006, Q place l’album numéro 4 de sa liste des « 40 meilleurs albums des années 80 ».
En janvier 2006, NME classe Hounds of Love 41e meilleur album britannique de tous les temps, et 48e sur sa liste des « 500 Meilleurs Albums de Tous les Temps ». En 2008, The Atlanta Journal-Constitution a déclaré que l’album devrait être pris en considération parmi la liste des albums sortis entre 1978 et 1988 qui ont résisté à l’épreuve du temps tout en restant influents et agréables à écouter à ce jour. En 2012, Slant Magazine a inscrit l’album numéro 10 sur sa liste des « Meilleurs albums des années 1980 ».

## Pistes
| Face 1 : Hounds Of Love | Face 1 : Hounds Of Love                | Face 1 : Hounds Of Love | Face 1 : Hounds Of Love | Face 1 : Hounds Of Love | Face 1 : Hounds Of Love | Face 1 : Hounds Of Love | Face 1 : Hounds Of Love | Face 1 : Hounds Of Love | Face 1 : Hounds Of Love |
| No                      | Titre                                  | Durée                   |                         |                         |                         |                         |                         |                         |                         |
| ----------------------- | -------------------------------------- | ----------------------- | ----------------------- | ----------------------- | ----------------------- | ----------------------- | ----------------------- | ----------------------- | ----------------------- |
| 1.                      | Running Up that Hill (A Deal With God) | 5:03                    |                         |                         |                         |                         |                         |                         |                         |
| 2.                      | Hounds of Love                         | 3:02                    |                         |                         |                         |                         |                         |                         |                         |
| 3.                      | The Big Sky                            | 4:41                    |                         |                         |                         |                         |                         |                         |                         |
| 4.                      | Mother Stands For Comfort              | 3:07                    |                         |                         |                         |                         |                         |                         |                         |
| 5.                      | Cloudbusting                           | 5:10                    |                         |                         |                         |                         |                         |                         |                         |
| 21:03                   |                                        |                         |                         |                         |                         |                         |                         |                         |                         |

| Face 2 : The Ninth Wave | Face 2 : The Ninth Wave | Face 2 : The Ninth Wave | Face 2 : The Ninth Wave | Face 2 : The Ninth Wave | Face 2 : The Ninth Wave | Face 2 : The Ninth Wave | Face 2 : The Ninth Wave | Face 2 : The Ninth Wave | Face 2 : The Ninth Wave |
| No                      | Titre                   | Durée                   |                         |                         |                         |                         |                         |                         |                         |
| ----------------------- | ----------------------- | ----------------------- | ----------------------- | ----------------------- | ----------------------- | ----------------------- | ----------------------- | ----------------------- | ----------------------- |
| 6.                      | And Dream Of Sheep      | 2:45                    |                         |                         |                         |                         |                         |                         |                         |
| 7.                      | Under Ice               | 2:21                    |                         |                         |                         |                         |                         |                         |                         |
| 8.                      | Waking The Witch        | 4:18                    |                         |                         |                         |                         |                         |                         |                         |
| 9.                      | Watching You Without Me | 4:06                    |                         |                         |                         |                         |                         |                         |                         |
| 10.                     | Jig Of Life             | 4:04                    |                         |                         |                         |                         |                         |                         |                         |
| 11.                     | Hello Earth             | 6:13                    |                         |                         |                         |                         |                         |                         |                         |
| 12.                     | The Morning Fog         | 2:34                    |                         |                         |                         |                         |                         |                         |                         |
| 26:21                   |                         |                         |                         |                         |                         |                         |                         |                         |                         |

| 13. | The Big Sky (Meteorogical Mix)                           | 7:44 |
| 14. | Running Up that Hill (12" Mix)                           | 5:45 |
| 15. | Be Kind To My Mistakes                                   | 3:00 |
| 16. | Under The Ivy (Face B de Running Up that Hill 7" et 12") | 2:08 |
| 17. | Burning Bridge (Face B de Cloudbusting 7" et 12")        | 4:38 |
| 18. | My Lagan Love (Face B de Cloudbusting 7" et 12")         | 2:30 |

## Personnel
- Kate Bush – Voix, Piano, Fairlight CMI sur les titres 1 à 12
- Alan Murphy – Guitare sur 1, 3, 8
- Brian Bath  – Guitare sur 11, chœurs sur 5
- John Williams  – Guitare sur 12
- Del Palmer – Basse sur 1, 10 ; claquements de mains sur 3 ; Chœur sur 5 ; Fairlight CMI sur 8 ; Boîte à rythmes
- Youth  – Basse sur 3
- Eberhard Weber  – Basse sur 4, 11, 12
- Danny Thompson  – Contrebasse sur 9
- Stuart Elliot – Batterie sur 1, 2, 4, 5, 9, 10, 11
- Charlie Morgan – Batterie sur 2, 3, 5, 8, 10 ; claquements de mains sur 3
- The Medici Sextet  – Cordes sur 5
- Paddy Bush – Violons sur 12 ; Balalaïka sur 1 ; Didgeridoo sur 3 ; Chœurs harmoniques sur 3 ; Fujara sur 12
- Dave Lawson  – Arrangements des cordes sur 5
- Jonathan Williams  – Violoncelle sur 2
- Dónal Lunny  – Bouzouki sur 6, 11, bouzouki irlandais sur 10
- John Sheahan  – Pipeau sur 6
- Kevin McAlea  – Séquences de synthétiseur sur 8, synthétiseur sur 12
- Morris Pert  – Percussions sur 3
- Liam O'Flynn  – Uilleann pipes sur 10, 11
- The Richard Hickox Singers  – Chœurs sur 11
- John Carder Bush  – Chœurs sur 5, narration sur 10
- Richard Hickox  – Chœurs et Maitre de la Chorale sur 11
- Michael Berkeley  – Arrangements des chœurs sur 11

### Production
- Kate Bush – productrice
- Brian Tench – ingénieur, mixage (excepté sur 2 et 4)
- Del Palmer – ingénieur
- Haydn Bendall – ingénieur
- Paul Hardiman – ingénieur
- Nigel Walker – ingénieur
- James Guthrie – ingénieur
- Bill Somerville-Large – ingénieur aux studios Windmill Lane
- Pearce Dunne – ingénieur adjoint
- Julian Mendelsohn – mixage (2, 4)
- Ian Cooper – ingénieur montage
- Chris Blair – remastering numérique

La photo de la pochette de l'album a été prise par le frère de Kate, John Carder Bush, tandis que le design a été réalisé par Bill Smith Studio et Kate Bush.

## Certifications et ventes
| Pays                  | Ventes    | Certifications |
| --------------------- | --------- | -------------- |
| Allemagne (BVMI)      | 500 000   | Platine        |
| Canada (Music Canada) | 100 000   | Platine        |
| États-Unis (RIAA)     | 206 000   |                |
| France (SNEP)         | 134 000   | Or             |
| Japon (Oricon Charts) | 24 800    |                |
| Pays-Bas (NVPI)       | 50 000    | Or             |
| Royaume-Uni (BPI)     | 1 000 000 | 2 × Platine    |